# Mohammed Abdullah Hassan Mohammed

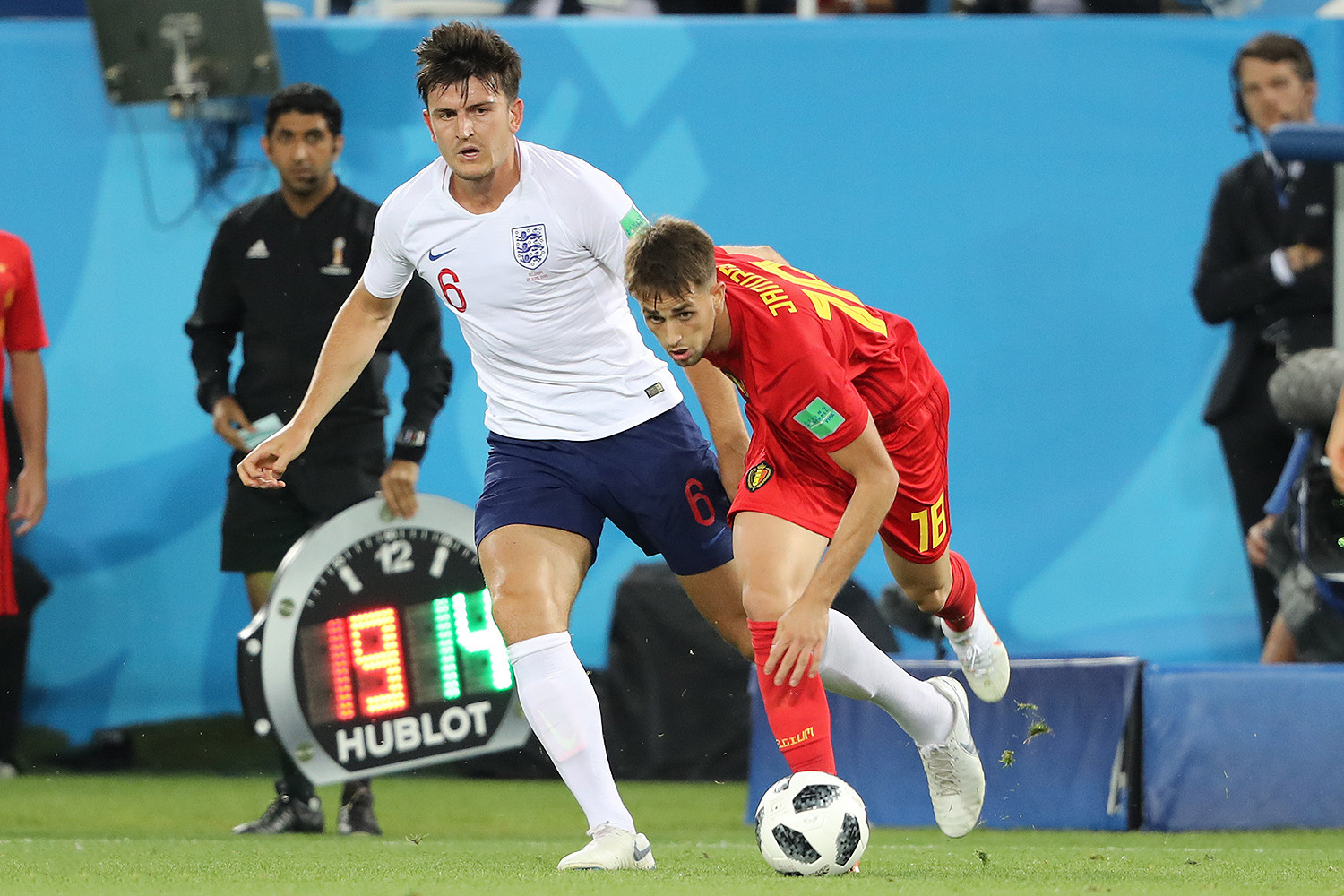
Mohammed Abdullah Hassan Mohammed (links im Hintergrund als Vierter Offizieller bei der WM 2018)

Mohammed Abdullah Hassan Mohammed (arabisch محمد عبد الله حسن محمد, DMG Muḥammad ʿAbdallāh Ḥasan Muḥammad; * 2. Dezember 1978) ist ein Fußballschiedsrichter aus den Vereinigten Arabischen Emiraten.

## Karriere
Mohammed ist seit 2010 FIFA-Schiedsrichter.
Er kam bei der Fußball-Asienmeisterschaft 2015 zum Einsatz.
Im März 2018 wurde er von der FIFA als einer von insgesamt 36 Schiedsrichtern für die Fußball-Weltmeisterschaft 2018 ausgewählt. Beim Turnier in Russland kam er zu einer Spielleitung in der Gruppenphase sowie zu drei Einsätzen als Vierter Offizieller. 
Bei der Asienmeisterschaft 2019 in seinem Heimatland leitete er insgesamt vier Partien, darunter ein Viertelfinale.
Für die Fußball-Weltmeisterschaft 2022 wurde Mohamed erneut ins 36 Hauptschiedsrichter umfassende Spieloffiziellen-Aufgebot berufen. Als Schiedsrichterassistenten sollen ihn Mohamed al-Hammadi und Hasan al-Mahri begleiten. Im Vorfeld der WM 2022 leitete er mit seinem Gespann das Interkontinentale Play-off zwischen Costa Rica und Neuseeland. In dessen Verlauf erkannte beim Stand von 1:0 für Costa Rica den vermeintlichen Neuseeländer Ausgleich ab und verhängte später einen Feldverweis gegen Kosta Barbarouses, jeweils nach Intervention des Video-Schiedsrichters. Nach Spielschluss sah er sich deswegen harscher Kritik von Neuseelands Trainer Danny Hay ausgesetzt.

## Einsätze bei Turnieren
- Fußball-Asienmeisterschaft 2015 in Australien:

| Phase        | Datum           | Spielort | Heimmannschaft | Gastmannschaft | Ergebnis |
| ------------ | --------------- | -------- | -------------- | -------------- | -------- |
| Gruppenphase | 14. Januar 2015 | Brisbane | China          | Usbekistan     | 2:1      |
| Gruppenphase | 20. Januar 2015 | Canberra | Irak           | Palästina      | 2:0      |

- Fußball-Weltmeisterschaft 2018 in Russland:

| Phase        | Datum         | Spielort      | Heimmannschaft | Gastmannschaft | Ergebnis |
| ------------ | ------------- | ------------- | -------------- | -------------- | -------- |
| Gruppenphase | 21. Juni 2018 | Jekaterinburg | Frankreich     | Peru           | 1:0      |

- Fußball-Asienmeisterschaft 2019 in den Vereinigten Arabischen Emiraten

| Phase         | Datum           | Spielort | Heimmannschaft | Gastmannschaft | Ergebnis |
| ------------- | --------------- | -------- | -------------- | -------------- | -------- |
| Gruppenphase  | 7. Januar 2019  | al-Ain   | China          | Kirgisistan    | 2:1      |
| Gruppenphase  | 17. Januar 2019 | al-Ain   | Japan          | Usbekistan     | 2:1      |
| Achtelfinale  | 20. Januar 2019 | al-Ain   | Thailand       | China          | 1:2      |
| Viertelfinale | 24. Januar 2019 | Dubai    | Vietnam        | Japan          | 0:1      |

- Fußball-Weltmeisterschaft 2022 in Katar:

| Phase        | Datum             | Spielort | Heimmannschaft | Gastmannschaft | Ergebnis |
| ------------ | ----------------- | -------- | -------------- | -------------- | -------- |
| Gruppenphase | 23. November 2022 | Doha     | Spanien        | Costa Rica     | 7:0      |
| Gruppenphase | 28. November 2022 | al-Wakra | Kamerun        | Serbien        | 3:3      |